# Rafa przybrzeżna
Rafa przybrzeżna koralowa – skaliste, przybrzeżne grzędy, zbudowane z wapiennych szkieletów koralowców, a także małży, ślimaków i szczątków ryb, leżące blisko brzegu. Rafa przybrzeżna często tworzy długi wał równoległy do brzegu, tzw. barierę koralową.